# Helgmålsringning (TV-program)
Helgmålsringning sänds i SVT inför helgdagar, vanligtvis på lördagskvällen, samt helgaftnar. Då sänds helgmålsringning från en kyrka, oftast Svenska kyrkan, och en präst pratar om helgens tema i kyrkan.
Programmet hette "Helgmålsbön" från slutet av 1970-talet till 2001, då det gamla namnet återinfördes.

### Fotnoter
1. ↑  ”Helgmålsbön”. Svensk mediedatabas. http://smdb.kb.se/catalog/search?q=Helgm%C3%A5lsb%C3%B6n&sort=OLDEST. Läst 10 november 2012.
2. ↑  ”Helgmålsringning”. Svensk mediedatabas. http://smdb.kb.se/catalog/search?q=Helgm%C3%A5lsringning+typ%3Atv&sort=OLDEST. Läst 10 november 2012.